# پاتریسیا سامپایو
پاتریسیا سامپایو (پرتغالی: Patrícia Sampaio؛ زادهٔ ۳۰ ژوئن ۱۹۹۹) جودوکار زن اهل پرتغال است.